# Рубио, Хуан Хосе
Хуан Хосе Рубио (исп. Juan José Rubio; род. 28 августа 1956, Мадрид) — испанский футболист, игравший на позиции нападающего.

## Клубная карьера
Профессиональную карьеру начал в 1976 году в клубе «Атлетико», в котором провел одиннадцать сезонов, приняв участие в 249 матчах чемпионата. Большинство времени, проведенного в составе «Атлетико», был среди основных игроков атакующего звена команды. В 1985 году помог команде завоевать кубок Испании и национальный Суперкубок. В следующем сезоне команда успешно выступала в Кубке обладателей кубков, достигнув финала турнира, в котором со счетом 0:3 уступила киевскому «Динамо».
Завершил профессиональную игровую карьеру в клубе «Сабадель», за которую выступал на протяжении 1987-1989 годов.

## Международная карьера
18 февраля 1981 года Рубио провёл единственный матч за национальную сборную Испании против сборной Франции (1:0).

## Достижения

### «Атлетико Мадрид»
- Обладатель Кубка Испании: 1984/1985
- Обладатель Суперкубка Испании: 1985